# Supercup (Handballturnier) 1983
Der Supercup 1983 war der dritte Supercup.

## Modus
In dieser Austragung spielten acht Mannschaften in zwei Vierer-Gruppen im Modus „Jeder gegen Jeden“.
Die Teams, die nach den Vorrundenspielen die Plätze 1 und 2 in ihrer Gruppe belegten, qualifizierten sich für die Halbfinalspiele. Die Verlierer der Halbfinals spielten ein Spiel um Platz drei und die Gewinner im Finale um den Titel.
Die Mannschaften auf den Plätzen 3 und 4 spielten die Platzierungsrunde um die Plätze 5 bis 8.

## Spielplan
Die Vorrunde begann am 1. November 1983 mit dem Eröffnungsspiel Jugoslawien gegen Tschechoslowakei in den Dortmunder Westfalenhallen. Das Turnier endete am 6. November mit dem Finale zwischen Rumänien und der Sowjetunion an selber Stelle.

### Vorrunde

#### Wertungskriterien
1. höhere Anzahl Punkte;
2. bessere Tordifferenz;
3. höhere Anzahl erzielter Tore;
4. das Los.

Legende

#### Gruppe A
| Pl.                     | Land                            | Sp. | S | U | N | Tore    | Diff. | Punkte |
| ----------------------- | ------------------------------- | --- | - | - | - | ------- | ----- | ------ |
| 1.                      | Rumänien                        | 3   | 3 | 0 | 0 | 069:570 | +12   | 06:00  |
| 2.                      | Sowjetunion                     | 3   | 2 | 0 | 1 | 072:660 | +6    | 04:20  |
| 3.                      | Deutsche Demokratische Republik | 3   | 1 | 0 | 2 | 067:630 | +4    | 02:40  |
| 4.                      | BR Deutschland B                | 3   | 0 | 0 | 3 | 059:810 | −22   | 00:60  |
| Stand: 4. November 1983 |                                 |     |   |   |   |         |       |        |

| 1. November 1983 16:30 Uhr | Deutsche Demokratische Republik | 28:16  | BR Deutschland B                        | Westfalenhallen, Dortmund Schiedsrichter: Terje Anthonsen, Øivind Bolstad |
| 1. November 1983 16:30 Uhr | meiste Tore: Rothe 8            | (13:9) | meiste Tore: Müller, Roth, Schwalb je 3 | Westfalenhallen, Dortmund Schiedsrichter: Terje Anthonsen, Øivind Bolstad |
| 1. November 1983 16:30 Uhr |                                 |        |                                         | Westfalenhallen, Dortmund Schiedsrichter: Terje Anthonsen, Øivind Bolstad |

| 1. November 1983 19:30 Uhr | Sowjetunion          | 19:22   | Rumänien               | Westfalenhallen, Dortmund Zuschauer: 6.000 Schiedsrichter: Rolf Leiber, Werner Joseph |
| 1. November 1983 19:30 Uhr | meiste Tore: Gagin 5 | (11:10) | meiste Tore: Dumitru 9 | Westfalenhallen, Dortmund Zuschauer: 6.000 Schiedsrichter: Rolf Leiber, Werner Joseph |
| 1. November 1983 19:30 Uhr |                      |         |                        | Westfalenhallen, Dortmund Zuschauer: 6.000 Schiedsrichter: Rolf Leiber, Werner Joseph |

| 2. November 1983 19:30 Uhr | Deutsche Demokratische Republik | 19:20  | Rumänien             | Ostseehalle, Kiel Schiedsrichter: Lennart Dahlström, Lars Åström |
| 2. November 1983 19:30 Uhr | meiste Tore: Wahl 6             | (7:10) | meiste Tore: Roșca 5 | Ostseehalle, Kiel Schiedsrichter: Lennart Dahlström, Lars Åström |
| 2. November 1983 19:30 Uhr |                                 |        |                      | Ostseehalle, Kiel Schiedsrichter: Lennart Dahlström, Lars Åström |

| 2. November 1983 21:00 Uhr | BR Deutschland B      | 24:26   | Sowjetunion          | Münster Zuschauer: 1.600 |
| 2. November 1983 21:00 Uhr | meiste Tore: Bauert 7 | (12:17) | meiste Tore: Gagin 4 | Münster Zuschauer: 1.600 |
| 2. November 1983 21:00 Uhr |                       |         |                      | Münster Zuschauer: 1.600 |

| 4. November 1983 19:30 Uhr | Sowjetunion          | 27:20  | Deutsche Demokratische Republik | Grugahalle, Essen Zuschauer: 5.000 Schiedsrichter: Terje Anthonsen, Øivind Bolstad |
| 4. November 1983 19:30 Uhr | meiste Tore: Gagin 9 | (16:9) | meiste Tore: Wahl, Wiegert je 6 | Grugahalle, Essen Zuschauer: 5.000 Schiedsrichter: Terje Anthonsen, Øivind Bolstad |
| 4. November 1983 19:30 Uhr |                      |        |                                 | Grugahalle, Essen Zuschauer: 5.000 Schiedsrichter: Terje Anthonsen, Øivind Bolstad |

| 4. November 1983 21:00 Uhr | Rumänien                         | 27:19  | BR Deutschland B       | Kreissporthalle, Minden Zuschauer: 1.200 Schiedsrichter: Ole Christensen, Per Godsk Jørgensen |
| 4. November 1983 21:00 Uhr | meiste Tore: Stîngă, Voinea je 5 | (16:8) | meiste Tore: Schwalb 6 | Kreissporthalle, Minden Zuschauer: 1.200 Schiedsrichter: Ole Christensen, Per Godsk Jørgensen |
| 4. November 1983 21:00 Uhr |                                  |        |                        | Kreissporthalle, Minden Zuschauer: 1.200 Schiedsrichter: Ole Christensen, Per Godsk Jørgensen |

#### Gruppe B
| Pl.                     | Land             | Sp. | S | U | N | Tore    | Diff. | Punkte |
| ----------------------- | ---------------- | --- | - | - | - | ------- | ----- | ------ |
| 1.                      | Jugoslawien      | 3   | 1 | 2 | 0 | 060:550 | +5    | 04:20  |
| 2.                      | Tschechoslowakei | 3   | 1 | 1 | 1 | 059:580 | +1    | 03:30  |
| 3.                      | BR Deutschland A | 3   | 1 | 1 | 1 | 049:510 | −2    | 03:30  |
| 4.                      | Schweden         | 3   | 1 | 0 | 2 | 061:650 | −4    | 02:40  |
| Stand: 4. November 1983 |                  |     |   |   |   |         |       |        |

| 1. November 1983 15:00 Uhr | Jugoslawien                              | 20:20  | Tschechoslowakei      | Westfalenhallen, Dortmund Schiedsrichter: Dieter Falkenstein, Manfred Oehme |
| 1. November 1983 15:00 Uhr | meiste Tore: Jurina, Obran, Vujović je 4 | (13:9) | meiste Tore: Bártek 8 | Westfalenhallen, Dortmund Schiedsrichter: Dieter Falkenstein, Manfred Oehme |
| 1. November 1983 15:00 Uhr |                                          |        |                       | Westfalenhallen, Dortmund Schiedsrichter: Dieter Falkenstein, Manfred Oehme |

| 1. November 1983 21:00 Uhr | BR Deutschland A    | 19:18 | Schweden                 | Westfalenhallen, Dortmund Schiedsrichter: Marin Marin, Ștefan Șerban |
| 1. November 1983 21:00 Uhr | meiste Tore: Paul 6 | (8:9) | meiste Tore: P. Jilsén 5 | Westfalenhallen, Dortmund Schiedsrichter: Marin Marin, Ștefan Șerban |
| 1. November 1983 21:00 Uhr |                     |       |                          | Westfalenhallen, Dortmund Schiedsrichter: Marin Marin, Ștefan Șerban |

| 2. November 1983 19:30 Uhr | Schweden                 | 18:23   | Jugoslawien              | Münster Schiedsrichter: Günther Heuchert, Volker Norek |
| 2. November 1983 19:30 Uhr | meiste Tore: P. Jilsén 5 | (10:13) | meiste Tore: Cvetković 7 | Münster Schiedsrichter: Günther Heuchert, Volker Norek |
| 2. November 1983 19:30 Uhr |                          |         |                          | Münster Schiedsrichter: Günther Heuchert, Volker Norek |

| 2. November 1983 21:00 Uhr | BR Deutschland A         | 13:16 | Tschechoslowakei       | Ostseehalle, Kiel Zuschauer: 6.500 Schiedsrichter: Ole Christensen, Per Godsk Jørgensen |
| 2. November 1983 21:00 Uhr | meiste Tore: Schwenker 4 | (7:6) | meiste Tore: Salivar 5 | Ostseehalle, Kiel Zuschauer: 6.500 Schiedsrichter: Ole Christensen, Per Godsk Jørgensen |
| 2. November 1983 21:00 Uhr |                          |       |                        | Ostseehalle, Kiel Zuschauer: 6.500 Schiedsrichter: Ole Christensen, Per Godsk Jørgensen |

| 4. November 1983 19:30 Uhr | Tschechoslowakei                      | 23:25   | Schweden                 | Kreissporthalle, Minden Zuschauer: 1.000 Schiedsrichter: Harald Buhrmester, Ernst-Dieter Heger |
| 4. November 1983 19:30 Uhr | meiste Tore: Brestovanský, Liška je 5 | (14:14) | meiste Tore: B. Jilsén 7 | Kreissporthalle, Minden Zuschauer: 1.000 Schiedsrichter: Harald Buhrmester, Ernst-Dieter Heger |
| 4. November 1983 19:30 Uhr |                                       |         |                          | Kreissporthalle, Minden Zuschauer: 1.000 Schiedsrichter: Harald Buhrmester, Ernst-Dieter Heger |

| 4. November 1983 21:00 Uhr | Jugoslawien            | 17:17  | BR Deutschland A         | Grugahalle, Essen Schiedsrichter: Lennart Dahlström, Lars Åström |
| 4. November 1983 21:00 Uhr | meiste Tore: Vujović 8 | (11:7) | meiste Tore: Schwenker 5 | Grugahalle, Essen Schiedsrichter: Lennart Dahlström, Lars Åström |
| 4. November 1983 21:00 Uhr |                        |        |                          | Grugahalle, Essen Schiedsrichter: Lennart Dahlström, Lars Åström |

### Finalspiele und Platzierungsrunde

#### Übersicht
|  | Halbfinalspiele | Halbfinalspiele  | Halbfinalspiele |                   |  | Finale | Finale           | Finale |
|  |                 |                  |                 |                   |  |        |                  |        |
|  |                 |                  |                 |                   |  |        |                  |        |
|  | B1              | Jugoslawien      | 23              |                   |  |        |                  |        |
|  | A2              | Sowjetunion      | 27              |                   |  | A2     | Sowjetunion      | 25     |
|  |                 |                  |                 |                   |  | A1     | Rumänien         | 26     |
|  |                 |                  |                 | nach Verlängerung |  |        |                  |        |
|  |                 |                  |                 | Spiel um Platz 3  |  |        |                  |        |
|  | A1              | Rumänien         | 27              |                   |  |        |                  |        |
|  | B2              | Tschechoslowakei | 26              |                   |  | B1     | Jugoslawien      | 23     |
|  |                 |                  |                 |                   |  | B2     | Tschechoslowakei | 21     |
|  |                 |                  |                 |                   |  |        |                  |        |

|  | Platzierungsspiele Platz 5–8 | Platzierungsspiele Platz 5–8    | Platzierungsspiele Platz 5–8 |                  |  | Spiel um Platz 5 | Spiel um Platz 5                | Spiel um Platz 5 |
|  |                              |                                 |                              |                  |  |                  |                                 |                  |
|  |                              |                                 |                              |                  |  |                  |                                 |                  |
|  | B3                           | BR Deutschland A                | 14                           |                  |  |                  |                                 |                  |
|  | A4                           | BR Deutschland B                | 16                           |                  |  | A4               | BR Deutschland B                | 20               |
|  |                              |                                 |                              |                  |  | B4               | Schweden                        | 27               |
|  |                              |                                 |                              |                  |  |                  |                                 |                  |
|  |                              |                                 |                              | Spiel um Platz 7 |  |                  |                                 |                  |
|  | A3                           | Deutsche Demokratische Republik | 23                           |                  |  |                  |                                 |                  |
|  | B4                           | Schweden                        | 24                           |                  |  | B3               | BR Deutschland A                | 18               |
|  |                              |                                 |                              |                  |  | A3               | Deutsche Demokratische Republik | 24               |
|  |                              |                                 |                              |                  |  |                  |                                 |                  |

#### Halbfinalspiele
| 5. November 1983 17:00 Uhr | Jugoslawien             | 23:27  | Sowjetunion          | Westfalenhallen, Dortmund Schiedsrichter: Ole Christensen, Per Godsk Jørgensen |
| 5. November 1983 17:00 Uhr | meiste Tore: Vujović 12 | (7:16) | meiste Tore: Gagin 7 | Westfalenhallen, Dortmund Schiedsrichter: Ole Christensen, Per Godsk Jørgensen |
| 5. November 1983 17:00 Uhr |                         |        |                      | Westfalenhallen, Dortmund Schiedsrichter: Ole Christensen, Per Godsk Jørgensen |

| 5. November 1983 21:00 Uhr | Rumänien                          | 27:26   | Tschechoslowakei      | Westfalenhallen, Dortmund Schiedsrichter: Terje Anthonsen, Øivind Bolstad |
| 5. November 1983 21:00 Uhr | meiste Tore: Berbece, Stîngă je 7 | (14:14) | meiste Tore: Bártek 5 | Westfalenhallen, Dortmund Schiedsrichter: Terje Anthonsen, Øivind Bolstad |
| 5. November 1983 21:00 Uhr |                                   |         |                       | Westfalenhallen, Dortmund Schiedsrichter: Terje Anthonsen, Øivind Bolstad |

#### Spiel um Platz 3
| 6. November 1983 15:30 Uhr | Jugoslawien              | 23:21   | Tschechoslowakei      | Westfalenhallen, Dortmund Schiedsrichter: Terje Anthonsen, Øivind Bolstad |
| 6. November 1983 15:30 Uhr | meiste Tore: Cvetković 6 | (12:11) | meiste Tore: Bártek 7 | Westfalenhallen, Dortmund Schiedsrichter: Terje Anthonsen, Øivind Bolstad |
| 6. November 1983 15:30 Uhr |                          |         |                       | Westfalenhallen, Dortmund Schiedsrichter: Terje Anthonsen, Øivind Bolstad |

#### Finale
| 6. November 1983 17:00 Uhr | Sowjetunion                            | 25:26 n. V.     | Rumänien               | Westfalenhallen, Dortmund Zuschauer: 6.000 Schiedsrichter: Günther Heuchert, Volker Norek |
| 6. November 1983 17:00 Uhr | meiste Tore: Anpilogow, Wassiljew je 5 | (13:9), (22:22) | meiste Tore: Berbece 7 | Westfalenhallen, Dortmund Zuschauer: 6.000 Schiedsrichter: Günther Heuchert, Volker Norek |
| 6. November 1983 17:00 Uhr |                                        |                 |                        | Westfalenhallen, Dortmund Zuschauer: 6.000 Schiedsrichter: Günther Heuchert, Volker Norek |

#### Platzierungsspiele Platz 5–8
| 5. November 1983 15:30 Uhr | BR Deutschland A      | 14:16 | BR Deutschland B       | Westfalenhallen, Dortmund Schiedsrichter: Lennart Dahlström, Lars Åström |
| 5. November 1983 15:30 Uhr | meiste Tore: Stulle 4 | (7:6) | meiste Tore: Schwalb 6 | Westfalenhallen, Dortmund Schiedsrichter: Lennart Dahlström, Lars Åström |
| 5. November 1983 15:30 Uhr |                       |       |                        | Westfalenhallen, Dortmund Schiedsrichter: Lennart Dahlström, Lars Åström |

| 5. November 1983 19:30 Uhr | Deutsche Demokratische Republik | 23:24   | Schweden                 | Westfalenhallen, Dortmund Schiedsrichter: Marin Marin, Ștefan Șerban |
| 5. November 1983 19:30 Uhr | meiste Tore: Wahl 6             | (11:12) | meiste Tore: B. Jilsén 9 | Westfalenhallen, Dortmund Schiedsrichter: Marin Marin, Ștefan Șerban |
| 5. November 1983 19:30 Uhr |                                 |         |                          | Westfalenhallen, Dortmund Schiedsrichter: Marin Marin, Ștefan Șerban |

#### Spiel um Platz 7
| 6. November 1983 10:00 Uhr | BR Deutschland A          | 18:24   | Deutsche Demokratische Republik | Unna Zuschauer: 900 Schiedsrichter: Ole Christensen, Per Godsk Jørgensen |
| 6. November 1983 10:00 Uhr | meiste Tore: Wunderlich 4 | (10:12) | meiste Tore: Rothe 8            | Unna Zuschauer: 900 Schiedsrichter: Ole Christensen, Per Godsk Jørgensen |
| 6. November 1983 10:00 Uhr |                           |         |                                 | Unna Zuschauer: 900 Schiedsrichter: Ole Christensen, Per Godsk Jørgensen |

#### Spiel um Platz 5
| 6. November 1983 11:30 Uhr | BR Deutschland B                    | 20:27  | Schweden                 | Unna Schiedsrichter: Marin Marin, Ștefan Șerban |
| 6. November 1983 11:30 Uhr | meiste Tore: Dörhöfer, Schwalb je 4 | (9:14) | meiste Tore: B. Jilsén 6 | Unna Schiedsrichter: Marin Marin, Ștefan Șerban |
| 6. November 1983 11:30 Uhr |                                     |        |                          | Unna Schiedsrichter: Marin Marin, Ștefan Șerban |

## Abschlussplatzierungen
| Rang   | Team                            | Sp. | S | U | N | Tore    | Diff. |
| ------ | ------------------------------- | --- | - | - | - | ------- | ----- |
| Gold   | Rumänien                        | 5   | 5 | 0 | 0 | 122:108 | + 14  |
| Silber | Sowjetunion                     | 5   | 3 | 0 | 2 | 124:115 | + 09  |
| Bronze | Jugoslawien                     | 5   | 2 | 2 | 1 | 106:103 | + 03  |
| 4.     | Tschechoslowakei                | 5   | 1 | 1 | 3 | 106:108 | − 02  |
| 5.     | Schweden                        | 5   | 3 | 0 | 2 | 112:108 | + 04  |
| 6.     | BR Deutschland B                | 5   | 1 | 0 | 4 | 095:122 | − 27  |
| 7.     | Deutsche Demokratische Republik | 5   | 2 | 0 | 3 | 114:105 | + 09  |
| 8.     | BR Deutschland A                | 5   | 1 | 1 | 3 | 081:910 | − 10  |

## Aufgebote
| Rumänien 1965 [ 2 ] | Sowjetunion | Jugoslawien Sozialistische Föderative Republik | Tschechoslowakei | Schweden | B | Deutschland Demokratische Republik 1949 | A |
| Alexandru Buligan (Torwart) Nicolae Munteanu (Torwart) Adrian Simion (Torwart) Mircea Bedivan Dumitru Berbece Gheorghe Covaciu Gheorghe Dogărescu Marian Dumitru Cornel Durău Vasile Oprea Constantin Petre Tudor Roșca Vasile Stîngă Neculai Vasilcă Maricel Voinea | Oleksandr Schypenko (Torwart) Nikolai Schukow (Torwart) Alexander Anpilogow Wladimir Below Oleg Gagin Aljaksandr Karschakewitsch Juri Kidjajew Serhij Kuschnirjuk Valdemaras Novickis Alexander Rymanow Juri Schewzow Michail Wassiljew | Zlatan Arnautović (Torwart) Mirko Bašić (Torwart) Jovica Cvetković Mile Isaković Pavle Jurina Milan Kalina Dragan Mladenović Stjepan Obran Momir Rnić Željko Vidaković Veselin Vujović Veselin Vuković Zdravko Zovko | Michal Barda (Torwart) Marián Hirner (Torwart) Tomáš Bártek Jiří Bartoň Milan Brestovanský Milan Černý Jiří Homolka Jiří Kotrč František Kratochvíl Jiří Liška Jan Novák Ladislav Salivar František Štika Josef Toma | Claes Hellgren (Torwart) Rolf Hertzberg (Torwart) Danny Augustsson Göran Bengtsson Per Carlén Per Carlsson Lennarth Ebbinge Björn Jilsén Pär Jilsén Lars-Erik Hansson Mats Lindau Christer Magnusson Peter Olofsson Stefan Sivnert Sten Sjögren | Arne Eppers (Torwart) Stefan Kellner (Torwart) Michael Krieter (Torwart) Rainer Bauert Frank Dahmke Andreas Dörhöfer Stefan Henrich Markus Hütt Jörg Löhr Hans-Jürgen Müller Rüdiger Neitzel Richard Ratka Thomas Rehse Michael Roth Stephan Schöne Walter Schubert Martin Schwalb | Lutz Grosser (Torwart) Peter Hofmann (Torwart) Wieland Schmidt (Torwart) Heiko Bonath Günter Dreibrodt Stephan Hauck Hartmut Krüger Holger Langhoff Andreas Pester Peter Pysall Udo Rothe Dietmar Schmidt Dirk Schnell Frank-Michael Wahl Ingolf Wiegert | Stefan Hecker (Torwart) Andreas Thiel (Torwart) Klaus Wöller (Torwart) Frank Dammann Jochen Fraatz Thomas Happe Arnulf Meffle Michael Paul Dirk Rauin Ulrich Roth Franz-Josef Salewski Karl-Heinz Schulz Uwe Schwenker Thomas Springel Peter Stulle Erhard Wunderlich |
| Nicolae Nedef (Trainer) | Anatolyj Ewtuschenko (Trainer) | Branislav Pokrajac (Trainer) | Rudolf Havlík (Trainer) | Roger Carlsson (Trainer) | Horst Bredemeier (Trainer) | Paul Tiedemann (Trainer) | Simon Schobel (Trainer) |

## Torschützenliste
| Pl. | Name                | Team                            | Tore | FT | 7m | T/S |
| --- | ------------------- | ------------------------------- | ---- | -- | -- | --- |
| 1   | Veselin Vujović     | Jugoslawien                     | 30   | 21 | 9  | 6   |
| 2   | Frank-Michael Wahl  | Deutsche Demokratische Republik | 28   | 21 | 7  | 5,6 |
|     | Vasile Stîngă       | Rumänien                        | 28   | 20 | 8  | 5,6 |
| 4   | Oleg Gagin          | Sowjetunion                     | 27   | 16 | 11 | 5,4 |
| 5   | Marian Dumitru      | Rumänien                        | 25   | 25 | 0  | 5   |
|     | Udo Rothe           | Deutsche Demokratische Republik | 25   | 20 | 5  | 5   |
| 7   | Tomáš Bártek        | Tschechoslowakei                | 23   | 23 | 0  | 4,6 |
| 8   | Björn Jilsén        | Schweden                        | 22   | 13 | 9  | 5,5 |
|     | Martin Schwalb      | BR Deutschland B                | 22   | 18 | 4  | 4,4 |
| 10  | Michail Wassiljew   | Sowjetunion                     | 19   | 19 | 0  | 3,8 |
|     | Dumitru Berbece     | Rumänien                        | 19   | 12 | 7  | 3,8 |
| 12  | Ingolf Wiegert      | Deutsche Demokratische Republik | 18   | 18 | 0  | 3,6 |
| 13  | Sten Sjögren        | Schweden                        | 17   | 17 | 0  | 3,4 |
| 14  | Milan Brestovanský  | Tschechoslowakei                | 16   | 8  | 8  | 3,2 |
| 15  | Veselin Vuković     | Jugoslawien                     | 15   | 15 | 0  | 3   |
|     | Hartmut Krüger      | Deutsche Demokratische Republik | 15   | 13 | 2  | 3   |
|     | Jovica Cvetković    | Jugoslawien                     | 15   | 12 | 3  | 3   |
|     | Alexander Anpilogow | Sowjetunion                     | 15   | 10 | 5  | 3   |